# 納米比亞國家足球隊
納米比亞國家足球隊（英語：Namibia national football team）前稱西南非國家足球隊，是納米比亞的國家足球代表隊，由納米比亞足球協會管理，現時屬於國際足協及非洲足協成員國之一。納米比亞曾經3次參加非洲國家盃，不過至今仍未參加過世界盃決賽週；納米比亞前身是國際聯盟交由南非管治的國際聯盟託管地西南非，直到1990年獨立後，其足球協會亦於同年成立，並加入國際足協才有資格參加世界盃及非洲國家盃。

## 世界盃成績
- 1930年 至 1990年 – 沒有參加
- 1994年 至 2018年 – 未能晉級

## 非洲國家盃成績
- 1957年 至 1990年 - 屬於南非的一部分
- 1992年 至 1994年 - 沒有參與
- 1996年 - 外圍賽出局
- 1998年 - 小組賽
- 2000年 至 2006年 - 外圍賽出局
- 2008年 - 小組賽
- 2010年 至 2017年 - 外圍賽出局
- 2019年 - 小組賽
- 2021年 - 外圍賽出局
- 2023年 - 16強

## 外部連結
- Namibia （页面存档备份，存于） at FIFA.com
- Namibia Football Association official website （页面存档备份，存于）